# Norra Långtjärnen (Transtrands socken, Dalarna, 677531-135569)
Norra Långtjärnen är en sjö i Malung-Sälens kommun i Dalarna och ingår i Dalälvens huvudavrinningsområde. Sjön har en area på 0,105 kvadratkilometer och ligger 512,8 meter över havet.

## Delavrinningsområde
Norra Långtjärnen ingår i det delavrinningsområde (677347-135706) som SMHI kallar för Ovan Råbäcken. Medelhöjden är 562 meter över havet och ytan är 28,4 kvadratkilometer. Räknas de 8 avrinningsområdena uppströms in blir den ackumulerade arean 135,32 kvadratkilometer. Feman som avvattnar avrinningsområdet har biflödesordning 3, vilket innebär att vattnet flödar genom totalt 3 vattendrag innan det når havet efter 440 kilometer. Avrinningsområdet består mestadels av skog (75 procent) och sankmarker (11 procent). Avrinningsområdet har 0,11 kvadratkilometer vattenytor vilket ger det en sjöprocent på 0,4 procent.